# San Matías
San Matías – gmina (municipio) w południowym Hondurasie, w departamencie El Paraíso. W 2010 roku zamieszkana była przez ok. 5 tys. mieszkańców. Siedzibą administracyjną jest miejscowość San Matías.

## Położenie
Gmina położona jest w środkowej części departamentu. Graniczy z 5 gminami:
- Jacaleapa od północy,
- Danlí od wschodu,
- El Paraíso i Alauca od południa,
- Yuscarán od zachodu.

## Miejscowości
Według Narodowego Instytutu Statystycznego Hondurasu na terenie gminy położone były następujące miasteczka i wsie:
- San Matías
- Corral Falso
- El Espinito
- El Guayacán
- El Robledal
- La Concepción
- Las Tunas
- San Jerónimo
- Santa Rosa